# Proteuxoa leptochora
Proteuxoa leptochora là một loài bướm đêm trong họ Noctuidae.